# A.I.R. Gallery
A.I.R. Gallery (Artists in Residence) est la première galerie coopérative d'artistes femmes aux États-Unis. Elle est fondée en 1972 dans le but de fournir un espace d'exposition professionnel et permanent aux artistes femmes à une époque où la majorité des œuvres présentées dans les galeries d'art sont celles d'artistes hommes.
A.I.R. Gallery est une organisation artistique à but non lucratif, dotée d'un conseil d'administration composé d'artistes basées à New York. La galerie était à l'origine située dans SoHo, au 97 Wooster Street, puis au 111 Front Street dans le quartier de Dumbo à Brooklyn jusqu'en 2015. En mai 2015, la galerie A.I.R emménage dans de nouveaux locaux situés au 155 Plymouth St, Brooklyn, NY 11201.

## Historique
A.I.R. Gallery a comme but de montrer la diversité et le talent artistique des femmes, d'enseigner, de défier les stéréotypes portant sur les artistes femmes et de subvertir le monde du marché de l'art historiquement masculin, avec pour objectif final de servir d'exemple pour d'autres artistes qui souhaitent réaliser leurs propres projets d'art coopératif.
Fondée en 1972, A.I.R. Gallery est la première galerie à but non-lucratif gérée par des artistes de genre féminin aux États-Unis. L'annonce de la première exposition de la galerie explique ainsi son concept fondateur: « A.I.R. ne vend pas d'art ; elle change les attitudes à propos de l'art créé par des femmes. A.I.R. propose aux artistes femmes un espace pour montrer un travail innovant, transitoire et hors des tendances du marché, conformément à la conception des artistes. » Établie sur les principes féministes de coopération économique et de procédure de décision par consensus, A.I.R. continue à offrir un lieu alternatif pour les femmes qui protège leur processus de création et la voix individuelle de l'artiste.
Confrontées aux difficultés de trouver un marchand, Barbara Zucker et Susan Williams (en), deux artistes et amies, décident de rechercher d'autres artistes femmes pour lancer une coopérative. À l'époque, le féminisme avait à peine pénétré la scène artistique new-yorkaise et une manifestation organisée contre le Whitney Museum en 1970 avait attiré l'attention sur la faible représentation — 5 % — des artistes femmes dans ses salles. Dirigées par la critique d'art activiste Lucy Lippard, les deux artistes, avec Dotty Attie et Mary Grigoriadis, visitent 55 ateliers afin de sélectionner et d'inviter des artistes femmes à former la coopérative.
La première réunion se tient le 17 mars 1972, dans le loft de Susan Williams, avec notamment Maude Boltz, Nancy Spero, Louise Bourgeois, Howardena Pindell, Ree Morton, Harmony Hammond, Cynthia Carlson et Sari Dienes. Pour les artistes elles-mêmes, les objectifs de travail et d’exposition sont tous axés sur la qualité. Néanmoins, le combat féministe est au centre des préoccupations, ce qui signifie lutter contre les préjugés et les craintes que leurs actions ne soient considérées comme de second ordre. Après l'ouverture, un homme a dit à contrecœur: « D'accord, vous l'avez fait. Vous avez trouvé 20 bonnes artistes femmes. Mais c'est tout. »
La galerie a été conçue de manière à être à la fois un espace d’exposition pour les femmes et une institution radicale, progressiste et même subversive. Sa nature coopérative et sa structure démocratique signifie que les membres devaient voter toutes les décisions et participer à des réunions mensuelles afin de planifier les expositions, les programmes et la direction générale. Chaque artiste paie une cotisation et a donc la propriété de l'organisation elle-même et de sa propre carrière. De cette manière, la structure d’A.I.R. diffère de celle des galeries d'art commerciales. Les nouvelles artistes sont choisies au moyen d'un processus rigoureux de cooptation, qui inclut l'examen des œuvres des candidates, de longues discussions et une visite de l'atelier par des membres actuelles. Chaque artiste doit assurer le commissariat de sa propre exposition, ce qui permet des expérimentations et des prises de risques qui ne sont pas toujours possibles dans un contexte commercial. Le groupe perçoit rapidement l'importance de construire un héritage. Des collaborations et des expositions collectives internationales, organisées en partie par ses membres, sont mises en place. Le programme de bourses des premières années offre un parrainage au cas par cas, dans la mesure des fonds disponibles,.

## Nom
Le nom « A.I.R. » apparaît lorsque, lors d'une des premières réunions, Howardena Pindell, artiste membre, suggère le nom de « Jane Eyre ». De là est venu « air » - puis « A.I.R. ». Il s'agissait également d'une référence à la certification « Artiste en résidence » donnée par la ville pour permettre aux artistes de vivre dans des espaces commerciaux par ailleurs illégaux de Soho.

## Réception
La A.I.R. Gallery a joué un rôle largement reconnu dans le monde de l'art depuis la création de cette institution. En 1978, la peintre féministe Sylvia Sleigh a commémoré les 21 membres actuelles (y compris Sylvia Sleigh elle-même) d’A.I.R. par le biais de son tableau A.I.R. Group Portrait. Dans son article « The Enemies of Women’s Liberation in the Arts Will be Crushed », l'historienne de l'art Meredith Brown loue le fait qu'A.I.R. ait « créé un vaste réseau d'individus et d'organisations qui se sont collectivement mobilisés pour contrer le patriarcat dans le monde de l'art ». L’historienne de l’art, Lenore Malen reconnaît elle aussi l’influence d’A.I.R. : « À New York où j’ai déménagé en 1973, j'ai vu comment les collectifs de femmes : A.I.R., Soho 20 et d’autres façonnaient le mouvement d’art féministe ». Alors que beaucoup reconnaissent l'influence d'A.I.R. sur l'art féministe, la galerie a reçu certaines critiques dans son utilisation des fonds publics. Dans son article « The Balance Sheet: A.I.R. and Government Funding », Meredith Brown affirme que « A.I.R. a commencé à compter sur le soutien financier de sources dont la complexité bureaucratique a obligé la galerie à modifier sa structure organisationnelle, voire à en compromettre ses principes féministes ».

## Emplacements de la galerie
Le lieu de l'exposition inaugurale d'A.I.R. était situé au 97 Wooster Street et a ouvert ses portes le 16 septembre 1972. Après avoir occupé un espace situé au 63 Crosby Street de 1981 à 1994, la galerie A.I.R. déménage au 40, rue Wooster de 1994 à 2002, puis au 511 West 25th Street de 2002 à 2008. Un nouvel espace est ouvert au 111 Front Street, # 228, à Dumbo - Brooklyn, New York et inauguré par The History Show le 2 octobre 2008. En mai 2015, la galerie A.I.R. change une nouvelle fois de nouveaux locaux pour s'établir à l'adresse actuelle du 155 Plymouth St, Brooklyn, NY 11201.

## Membres fondatrices
Dotty Attie, Rachel bas-Cohain, Judith Bernstein, Blythe Bohnen, Maude Boltz, Agnes Denes, Daria Dorosh, Loretta Dunkelman, Mary Grigoriadis, Harmony Hammond, Laurace James, Nancy Kitchell, Louise Kramer, Anne Healy, Rosemary Mayer, Patsy Norvell, Howardena Pindell, Nancy Spero, Susan Williams, Barbara Zucker.

## Membres actuelles
Il existe cinq catégories de programmes d’adhésion pour les artistes se définissant de genre féminin à la galerie A.I.R. Le New York Artist membership est ouvert aux artistes s'identifiant comme de genre féminin qui résident dans la région de New York. Le National Membership program comprend 22 artistes s'identifiant de genre féminin à travers les États-Unis. L'Alumnae membership est ouvert à toutes les anciennes artistes des trois programmes et les Fellowship Artists qui souhaitent rester en dehors de la galerie. Après sept années d’adhésion à A.I.R., les artistes sont automatiquement éligibles à l'Adjunct Program.

## Artistes
Parmi les artistes dont les œuvres ont été exposées à la galerie :
- Dotty Attie (en) ;
- Nancy Azara (en) ;
- Susan Bee (en) ;
- Judith Bernstein ;
- Stephanie Bernheim (en) ;
- Blythe Bohnen (en) ;
- Enid Crow (en) ;
- Rosalyn Drexler ;
- Sarah Beth Goncarova (en) ;
- Judith Henry ;
- Jungil Hong (en) ;
- Janice Kluge (en) ;
- Marcia Kure (en) ;
- Ellen McMahon (en) ;
- Ana Mendieta ;
- Dolgor Ser-Od (en) ;
- Erin Siegal (en) ;
- Elke Solomon (en) ;
- Nancy Spero ;
- Nancy Wilson-Pajic ;
- Janise Yntema ;
- Sue Hettmansperger (en).